# موخور
1. ↑  Loranthus europaeus

موخور، (در متون طب سنتی دِبق) چشم بلبلی (Loranthus) سرده‌ای است از موخوریان Loranthaceae نیمه‌انگلی که بر روی شاخه‌های درختان چوبی رشد می‌کنند.
این درختچه اغلب روی درختان بلوط غرب می‌روید و دارای برگ‌های مستطیلی و نوک کند، با رگبرگ‌های نامحسوس می‌باشد.
گیاه چوبی با انشعابات دو شاخه که هر انشعاب آن دو برگ همیشه‌سبز چرمی دارد. در بهار هر سال به گل می‌روند و در پاییز میوه‌های دارواش می‌رسند. میوه این گیاهان را پرندگان خورده و دانه‌های آن را با مدفوع خود دفع می‌کنند که بذرها به علت داشتن ماده چسبنده ویسین به سطح شاخه‌ها می‌چسبند.
موخور دارای اندام مکنده گوه‌ای شکل است که به داخل پوست، بُن‌لاد cambium و چوب رشد می‌کنند. شانکرهای متورم یا پهن در شاخه درختان آلوده تشکیل می‌شود. پاتوژن تعادل هورمونی گیاه را مختل کرده و باعث تشکیل جاروک در قسمت‌های مختلف درخت می‌شود. درخت در محل شانکر روی تنه می‌شکند.
موخور در ایران دو گونه دارد که به نام‌های «موخور» و «چشم بلبلی» معروفند و در مناطق رویشی زاگرس بیشتر به درختان پهن برگ بلوط، بادام، بنه، افرا و کرکو خسارت وارد می‌کنند.